# Helmut Ridder
Helmut Ridder (ur. 18 lipca 1919 w Bocholcie, zm. 15 kwietnia 2007 w Biebertalu) – niemiecki prawnik, profesor Uniwersytetu w Bonn i we Frankfurcie nad Menem, następnie w Gießen. Otrzymał tytuł doktora honoris causa Uniwersytetu Łódzkiego.
W 1947 uzyskał doktorat na Uniwersytecie w Münsterze, w 1950 habilitował się w zakresie prawa publicznego. W latach 1950-1959 wykładał na Uniwersytecie we Frankfurcie nad Menem, równolegle był zastępcą profesora na Wolnym Uniwersytecie Berlińskim. W latach 1959-1965 na Uniwersytecie w Bonn, następnie przeniósł się na Uniwersytet w Gießen.